# Pelomedusa galeata
Pelomedusa galeata is een schildpad uit de familie pelomedusa's (Pelomedusidae).

## Naam en indeling
De wetenschappelijke naam van de soort werd voor het eerst voorgesteld door Johann David Schoepff in 1792. Oorspronkelijk werd de wetenschappelijke naam Testudo galeata gebruikt. De soortaanduiding galeata betekent vrij vertaald 'gehelmd'.

## Uiterlijke kenmerken
De schildpad kan een maximale schildlengte bereiken van 32,5 centimeter en is daarmee een relatief grote soort. De meeste exemplaren blijven echter kleiner. De temporaalschubben zijn bij de helft van de exemplaren gepaard en bij de andere helft ongepaard. De kleur van het rugschild en het buikschild is meestal zeer donker van kleur maar bij sommige populaties komen juist lichtere kleuren voor.

## Levenswijze
De vrouwtjes zijn geslachtsrijp bij een schildlengte van twaalf tot zestien centimeter en mannetjes bij een lichaamslengte van elf tot veertien cm. De voortplantingstijd is in de lente en de eieren worden afgezet van het einde van de lente tot in de herfst. De vrouwtjes zetten dertig tot soms 42 eieren af die wit van kleur zijn. De eieren zijn 25 tot veertig millimeter lang en achttien tot dertig millimeter breed en worden afgezet in ondergrondse nestkamers die tot 18 centimeter diep kunnen zijn. De eieren komen na drie tot zes maanden uit, afhankelijk van de omstandigheden. De juvenielen hebben een schildlengte van 25 tot 35 millimeter. Pelomedusa galeata is voornamelijk een carnivoor die soms echter ook wel waterplanten eet.

## Verspreiding en habitat
Pelomedusa galeata komt voor in delen van Afrika en leeft endemisch in Zuid-Afrika. De habitat bestaat uit gematigde en tropische of subtropische scrublands, graslanden en draslanden. Ook in door de mens aangepaste streken zoals afgravingen, kanalen en greppels kan de schildpad worden gevonden. De schildpad leeft in stilstaande of stromende wateren in open gebieden, bossen en bergstreken worden vermeden. Vermoed wordt dat de dieren overzomeren in de zomer en zich gedurende de winter ingraven om de overwinteren. Van de schildpad is bekend dat grote afstanden kunnen worden afgelegd op het land. De soort is aangetroffen van zeeniveau tot op een hoogte van ongeveer 1500 meter boven zeeniveau.

## Beschermingsstatus
Door de internationale natuurbeschermingsorganisatie IUCN is de beschermingsstatus 'veilig' toegewezen (Least Concern of LC).